# Alfred Goullet
Alfred "Alf" Goullet (Gippsland, Victoria, 5 de abril de 1891 - Toms River, 11 de março de 1995) foi um ciclista australiano que se especializou no ciclismo em pista.
Em 1909 instalou-se nos Estados Unidos junto a Paddy Hehir, e em 1916 se nacionalizou estadounidense. Participou em numerosas carreiras de seis dias e ganhou quinze. Em toda a sua carreira ganhou mais de 400 carreiras e estabeleceu diferentes recordes do mundo. Retirou-se em 1924. Morreu em 1995 com mais de 100 anos.

## Palmarés
- 1909
  -  Campeão da Austrália de Velocidade
- 1912
  - 1.º nos Seis dias de Sydney (com Paddy Hehir)
  - 1.º nos Seis dias de Melbourne (com Paddy Hehir)
- 1913
  -  Campeão da Austrália de Velocidade
  - 1.º nos Seis dias de Nova York (com Joe Fogler)
  - 1.º nos Seis dias de Paris (com Joe Fogler)
- 1914
  - 1.º nos Seis dias de Nova York (amb Alfred Grenda)
  - 1.º nos Seis dias de Boston (com Alfred Hill)
  - 1.º nos Seis dias de Newark (com Alfred Hill)
- 1916
  - 1.º nos Seis dias de Boston (com Alfred Grenda)
- 1917
  - 1.º nos Seis dias de Nova York (com Jake Magin)
- 1919
  - 1.º nos Seis dias de Nova York (com Eddy Madden)
- 1920
  - 1.º nos Seis dias de Nova York (com Jake Magin)
- 1921
  - 1.º nos Seis dias de Nova York (com Maurice Brocco)
- 1922
  - 1.º nos Seis dias de Nova York (com Gaetano Belloni)
  - 1.º nos Seis dias de Chicago (com Ernest Kockler)
- 1923
  - 1.º nos Seis dias de Nova York (com Alfred Grenda)